# Pogoń Liov
Pogoń Liov a fost un club de fotbal din Liov, Polonia (acum în Ucraina), care a existat din 1904 până în 1939 când s-a început cel de-al doilea Război Mondial și URSS a invadat Polonia. Suporteri, oficiali și jucători refugiați din Lwów în Polonia au fondat câteva cluburi de fotbal acolo, printre care Polonia Bytom, Odra Opole, Piast Gliwice și Pogoń Szczecin.

## Palmares
Campioană (4): 1922, 1923, 1925, 1926
Vice-campioană (3): 1932, 1933, 1935
Cupa Poloniei la fotbal amator: 1905

## Antrenori
- 1907-1909 prof. Eugeniusz Piasecki
- 1910 dr. Jan Lubicz-Woytkowski
- 1910-1914 dr. Stanislaw Miziewicz
- 1914-1921 prof. Rudolf Wacek
- 1921-1923 Ludwik Koziebrodzki
- 1924 Tadeusz Kuchar
- 1925 Michal Parylak
- 1926-1932 dr. Wlodzimierz Dzieduszyński
- 1933-1934 colonel Ludwik Lepiarz
- 1935 dr. Romuald Klimow
- 1936 Kazimierz Protassowicz
- 1937-1938 Eugeniusz Ślepecki
- 1938-1939 dr. Jerzy Kozicki
- 2009- Marek Horbań